# Alvania latior
Alvania latior är en snäckart som först beskrevs av Jesse Wedgwood Mighels och C. B. Adams 1842.  Alvania latior ingår i släktet Alvania och familjen Rissoidae. Inga underarter finns listade i Catalogue of Life.